# ماریا مینا
ماریا مینا (انگلیسی: Maria Minna؛ زادهٔ ۱۴ مارس ۱۹۴۸) سیاستمدار اهل کانادا است.